# تاكاهيرو شيمادا
تاكاهيرو شيمادَ (باليابانية: 島田 貴裕) (9 فبراير 1965 في أوساكا في اليابان – )؛ هو لاعب كرة قدم ياباني سابق كان يلعب كمدافع.

## وصلات خارجية
- تاكاهيرو شيمادا على موقع رابطة كرة القدم اليابانية للمحترفين (اليابانية)
- تاكاهيرو شيمادا على موقع عالم كرة القدم.نت (الإنجليزية)